# Małaja Listowka
Małaja Listowka (ros. Малая Листовка) – wieś (dieriewnia) w Rosji, w obwodzie pskowskim, w rejonie pskowskim. W 2010 liczyła 53 mieszkańców.